# Петтерссон, Эйнар
Эйнар Петтерссон (швед. Einar Pettersson, 9 сентября 1901 — ?) — шведский шахматист. Один из сильнейших шахматистов Швеции 1920—1930-х гг. В 1929 г. стал победителем неофициального чемпионата Швеции (турнир проходил в Вестеросе; официальные турниры проводятся с 1939 г.). Также известен по участию в международном турнире в Эребру (1935 г.), состоявшемся в рамках гастролей чемпиона мира А. А. Алехина по Швеции (Алехин стал победителем турнира). В базах есть пять партий Петтерссона из этого турнира: поражения от А. А. Алехина, Э. Лундина, Г. Штальберга и Б. Экенберга, а также победа над А. Меллгреном.
Сведения о биографии шахматиста крайне скудны.